# Ammonius pupulus
Ammonius pupulus är en spindelart som beskrevs av Tord Tamerlan Teodor Thorell 1899. Ammonius pupulus ingår i släktet Ammonius och familjen Barychelidae.
Artens utbredningsområde är Kamerun. Inga underarter finns listade i Catalogue of Life.